# قحطی
قحطی به کمبود گستردهٔ غذا که ممکن است بر گونه‌های مختلف موجودات زنده واقع شود گفته می‌شود. این پدیده اغلب با سوء تغذیه، گرسنگی، همه‌گیری‌ها و افزایش مرگ‌ومیر همراه است.

## ریشه‌های قحطی
قحطی می‌تواند بر اثر ترکیبی از عوامل اقتصادی، سیاسی و زیست‌محیطی پدید آید. به باور اقتصاددانی به نام آمارتیا سن، در دهه‌های اخیر، قحطی همواره مشکل توزیع غذا یا فقر بوده، چرا که غذای کافی برای تغذیه تمام جمعیت جهان وجود نداشته‌است با قحطی مواجه می‌شویم. یکی از بزرگ‌ترین قحطی‌های تاریخ (بر پایه شمار افراد آسیب‌دیده) قحطی بزرگ ایرلند بود که در سال ۱۸۴۵ میلادی به سبب انتقال مواد غذایی از ایرلند به انگلستان شروع شد. دلیل آن صادر کردن مواد غذایی به انگلستان این بود که انگلیس می‌توانست پول بیشتری در ازای مواد غذایی بپردازد. در مواردی مشخص، همانند سیاست یک گام بزرگ به جلو َ، کره شمالی در دهه ۱۹۹۰، یا زیمبابوه در اوایل سال ۲۰۰۰، قحطی را می‌توان نتیجه ناخواسته یک سیاست دولتی دانست.
در قحطی مالاوی، دولت با دادن پول و کمک‌های مالی به کشاورزانش قحطی خود را پایان داد. در قحطی سال ۱۹۷۳ وولو، مواد غذایی از وولو به پایتخت آدیس آبابا جایی که می‌توانست به قیمت بیشتری به فروش برسد منتقل می‌شد. در مقابل، در همین زمان باشندگان حکومت‌های دیکتاتوری اتیوپی و سودان با قحطی بزرگی در اواخر دهه ۱۹۷۰ و اوایل دهه ۱۹۸۰ مواجه بودند، حکومت‌های دموکراتیک بوتسوانا و زیمبابوه از کمک به آن‌ها سرباز دست کشیدند؛ زیرا تولیدات غذایی‌شان دچار کاهش شدیدی شده بود. تأمین حداقل هزینه لازم برای خرید غذا از طریق راه ساده اشتغال‌زایی موقتی برای قشرها آسیب دیده در زمان کمبود غذای محلی میسر بود و در شرایطی که دولت از سوی گروه‌های سیاسی مخالف و رسانه‌ها مورد نقد قرار می‌گرفت میسر بود. در موردی دیگر، مانند سومالی قحطی برآیند آشفتگی مدنی‌ای بود که باعث از هم گسیختگی سیستم‌های توزیع غذا شده‌است. در سال ۱۹۱۷ در ایران قحطی بزرگی اتفاق افتاد و چندین میلیون نفر بر اثر گرسنگی و بیماری وبا جان خود را از دست دادند. قحطی به گونه‌ای بود که در تمام کشور و حتی شهرهای بزرگ وجود داشت و از آن به عنوان یکی از بزرگ‌ترین فجایع تاریخ ایران می‌توان نام برد.
بسیاری از قحطی‌ها نتیجه نامتوازنی تولید غذا در مقایسه با جمعیت زیاد کشورهایی است که جمعیت‌شان از حد توانایی‌های سرزمینی‌شان فراتر رفته‌است. به‌طور تاریخی، قحطی‌هایی که بر اثر مشکلات کشاورزی مانند خشکسالی، عدم ثمردهی (crop failure) یا همه‌گیریَ آفات رخ می‌دهد می‌تواند کارگران موجود را کاهش دهد. تغییر الگوهای آب و هوایی، ناتوانی حکومت‌های قرون وسطایی (medieval governments) در مقابله با بحران‌ها، جنگ‌ها، و بیماری‌های همه گیر مانند مرگ سیاه به وقوع صدها قحطی در اروپا در طول سده‌های میانه، همانند قحطی سال ۹۵ در بریتانیا و ۷۵ در فرانسه کمک کرد. در طول جنگ صد ساله فرانسه، عدم ثمردهی (crop failure) و بیماری‌های واگیردار جمعیت را به دو سوم کاهش داد. کاهش محصولات یا تغییر شرایط محیطی همانند خشکسالی می‌تواند شرایطی را به وجود بیاورد که در آن جمعیت زیادی از مردم در جایی زندگی کنند که ظرفیت جوابگویی (carrying capacity) زمین موقتاً به‌طور اساسی کاهش یافته‌است. قحطی اغلب با کشاورزی معیشتی (subsistence agriculture) در ارتباط است، بدین معنا که، بیشتر کشتزارها برای تولید غذای کافی برای زنده ماندن استفاده می‌شوند. در کل، فقدان کشاورزی در یک محیط اقتصادی قوی نمی‌تواند باعث قحطی شود؛ آریزونا و دیگر نقاط غنی حجم زیادی از غذای مورد نیاز خود را وارد می‌کنند، زیرا چنین نقاطی محصولات اقتصادی خوبی برای تبادل دارند. بنابر نوشته‌های تاریخی بشر، بلایا چه طبیعی و چه بر اثر عوامل انسانی همواره با قحطی در ارتباط بوده‌اند. تورات شرح می‌دهد که چگونه هفت سال لاغری (seven lean years)، هفت سال چاقی (seven fat years) را مصرف می‌کند و طاعون ملخها (plagues of locusts) می‌توانست همه غذای موجود انباشته شده را بخورد. جنگ، به شکل خاصی با قحطی مرتبط است، به ویژه در زمان و مکانی که یا خود کشاورزان یا زمین کشاورزی شان با کشت‌زارسوزی یا شوره‌زارسازی (Salting the earth) هدف حمله قرار می‌گیرند.

## ریسک قحطی‌های آینده
در حدود ۴۰ درصد از زمین‌های کشاورزی جهان به‌طور جدی در خطر نابودی‌اند. بر پایهٔ اعلام انستیتو منابع طبیعی آفریقای دانشگاه سازمان ملل در غنا، اگر روند کنونی نابودی خاک زراعی در آفریقا به همین منوال کنونی ادامه یابد، این قاره ممکن است در سال ۲۰۰۵ تنها قادر به سیر کردن ۲۵ درصد از جمعیت خود باشد. در اواخر سال ۲۰۰۷ با افزایش بهای هر بشکه نفت به نزدیکی ۱۰۰ دلار، تعداد مزارعی که برای ساخت سوخت بیولوژیکی استفاده می‌شد نیز زیاد گشت. این امر سبب گران شدن غذای دام، افزایش بهای ۵۸ درصدی گندم، ۳۲ درصدی سویا، و ۱۱ درصدی ذرت گردید. بحران غذا هم‌اکنون در بسیاری از نقاط جهان وجود دارد. بیماری اپیدمیک زنگ گندم stem rust هم‌اکنون در سراسر آفریقا و آسیا گسترش یافته‌است و تبعات زیادی داشته‌است. در آغاز سده بیستم استفاده از نیتروژن، کودها، آفت کش‌های جدید، آبیاری بیابان و تکنولوژی‌های دیگر کشاورزی برای مقابله با قحطی آغاز شد. بین سال‌های ۱۹۵۰ تا ۱۹۸۴، وقتی انقلاب سبز تأثیر عمیقی بر کشاورزی گذاشت، حجم حبوبات تولید شده در جهان افزایشی ۲۵۰ درصدی داشت، اما بیشتر این حبوبات محصولات غیر مقاوم بودند.